# 塩化タングステン(III)
塩化タングステン(III)(Tungsten(III) chloride)は、化学式W6Cl18の無機化合物で、八面体クラスターである。茶色の固体で、塩化タングステン(II)の塩素化により得られる。12個の二重架橋塩化物配位子を持つことが特徴で、ニオブやタンタルの塩化物と関連する構造を持つ。対照的に、塩化タングステン(II)W6Cl12は、8つの三重架橋塩化物配位子を持つ。
W(III)-W(IV)塩化物混合物は、六塩化物をビスマスで還元することで得られる。
9 WCl6  +  8 Bi  →   3 W3Cl10  +  8 BiCl3